# Sébastien Rossi
 (avril 2020).
Si vous disposez d'ouvrages ou d'articles de référence ou si vous connaissez des sites web de qualité traitant du thème abordé ici, merci de compléter l'article en donnant les références utiles à sa vérifiabilité et en les liant à la section « Notes et références ».
Sébastien Rossi est un réalisateur français.
Il est aussi DJ de house music sous le pseudonyme DJ Wink.

## Biographie
Commençant sa carrière professionnelle comme concepteur-rédacteur dans une agence de communication lyonnaise, Rossi réalise en cinq ans environ 250 campagnes print et multimédia pour divers clients. Passionné de musique (batteur et DJ depuis ses quatorze ans), il fait de la scène avec quelques petits groupes et produit ses premiers clips et courts métrages de manière artisanale à l'aide de caméras super 8, VHS, puis numériques. Après ses premières productions, il traverse l'atlantique avec quelques films en poche et rencontre le producteur Mark Read à Denver.
En 2008, son clip pour Fake Oddity, Run Fast, entre dans la sélection de l'International Music Vidéo Festival de Paris.
Début 2009 il écrit et tourne Big H Story, son premier moyen métrage, une comédie sélectionnée par le Valley Film Festival 2010, festival du film indépendant de la Vallée de San Fernando En parallèle, il travaille sur un projet de film intitulé Swapped et tourne en 2011 son premier long métrage indépendant produit par One Shot Media, Road Nine.

## Filmographie

### Auteur-scénariste
- 2012 : Vegas ou presque - co-écrit avec Gilles Laurent
- 2014 : Sans-toi, c'est nul - co-écrit avec Azouz Begag
- 2016 : Mannish Boy - co-écrit avec Fabien Hameline[5]
- 2017 : Origin - documentaire avec Bob Sinclar, Laurent Garnier, Louie Vega, Kerri Chandler, Mike Dunn, Terry Hunter[6]
- 2019 : Don Bigg - biopic avec Hazeb Taoufik

### Longs métrages
- 2012 : Road Nine[4]
- 2019 : Don Bigg - Biopic 52 et 72 minutes

### Courts métrages
- 2009 : Big H Story[7]
- 2014 : Sans toi, c'est nul

### Documentaires
- 2014 : SINI - Un homme juste pour St-Paul

### Série télévisée
- 2010 : Taqiya (Saison 1)[8]

### Clips
- 2006 : Ros & Darkangel - Magik
- 2007 : Act 2 - Western Union
- 2008 : Fake Oddity - Run Fast
- 2008 : Laisy Daisy - Try Hard
- 2009 : Charlie - Ema
- 2010 : Lagonz Viv' & Koume Premier - Passe-moi la balle
- 2013 : EDDEN - Électrisée
- 2013 : Sofia Mountassir - Away (bande originale du film Road Nine)
- 2015 : Don Bigg feat. Ahmed Soultan - TJR
- 2015 : Shadow the Wild - Blood Red
- 2019 : Don Bigg - Psycho Wrecking

### Publicités
- 2013 : Hyundai - Zombie Attack
- 2014 : EdenWin
- 2014 : April avec Tony Parker[9]
- 2015 : HSSE avec Amaury Nolasco
- 2015 : Publicité en ligne pour APRIL avec Tony Parker[10]
- 2015 : Publicité en ligne pour Electronic Arts afin de promouvoir la sortie du jeu FIFA 2016 avec Rémi Gaillard, Alexandre Lacazette et Pierre Mènes
- 2015 : Publicité en ligne et publicité stade pour APRIL avec Wendie Renard, Amandine Henry, Eugénie Le Sommer, Lotta Schelin, Ada Hegerberg
- 2016 : Campagne APRIL saison 3 avec Tony Parker
- 2018 : Campagne Le bal des Fous
- 2018 : Campagne Central Motor avec Gregory Coupet et Sarah Bouhadi
- 2019 : Campagne Le bal des fous avec Elsa Dasc
- 2019 : Campagne M&A Links
- 2019 : Campagne Bisous Bisous
- 2020 : Campagne Infinity Capital avec Sonny Anderson
- 2020 : Campagne ACNIS International avec Sonny Anderson